# Francesca Nunzi
Francesca Nunzi est une actrice italienne de théâtre et de cinéma née à Rome le 27 décembre 1968. Elle s'est fait connaître au cinéma en tournant pour Tinto Brass Monella en 1998 et Trasgredire en 2000. 

## Filmographie
- 2009 : Ex de Fausto Brizzi : Antonella
- 2008 : Ma prof est une bombe : Morena
- 2005 : Matilde : Stella
- 2002 : La Palestra : Justine
- 2001 : Don Matteo
- 2001 : E adesso sesso
- 2000 : Una donna per amico 3
- 2000 : La casa delle beffe
- 2000 : Il grande botto : Teresa Caldarulo
- 2000 : Trasgredire : Moira
- 2000 : Senza paura
- 1999 : I fobici
- 1999 : La coccinella
- 1998 : Tutti gli uomini sono uguali
- 1998 : Una donna per amico : Debora Angelini
- 1998 : Monella : Wilma
- 1998 : Simpatici & antipatici
- 1997 : L'amico di Wang

## Source
- (it) Francesca Nunzi